# Саттва
Саттва (санскр. सत्त्व, sattva IAST — «чистота», «чистий»; в буквальному перекладі «існування, реальність») — ґуна доброти, одна з трьох ґун (якостей) матеріальної природи в філософії індуїзму, зокрема у філософії санкх'ї — однієї з шести ортодоксальних філософських систем індуїзмі. Серед трьох гун — саттви, раджас і тамас — саттва вважається найчистішою і найвищою якістю матеріальної природи. Термін також вживається у філософії буддизму.

## Саттва у філософії індуїзму
У «Бгаґавад-Ґіті», Саттва-ґуна описується так:
|  | Саттва-ґуна, чистіша за інші ґуни, прояснює джива і позбавляє його від усіх наслідків гріхів. Ті що перебувають під впливом цієї ґуни прив'язуються до знання і відчуття щастя. |

За впливом трьох ґун матеріальної природи живі істоти можна підрозділити на три категорії: щасливих, діяльних і безпомічних. Ці три психологічні стани визначають положення живої істоти в царстві матеріальної природи. Саттва наділяє людину мудрістю, що відрізняє її від тих, хто обумовлений інакше. Людина в саттва-гуні значно менше піддається матеріальним бажанням, і їй властива прихильність до матеріальних знань. Прикладом таких людей є брахмани, про яких говорять, що вони знаходяться під впливом саттва-ґуни. Вважається, що саттва-гуна, на відміну від інших гун, приносить людям глибокі пізнання і робить їх щасливими. На рівні саттва-гуни індивід відчуває щастя через усвідомлення часткової свободи від кармічного тягаря.
Перебуваючи в саттва-ґуні, людина усвідомлює свою перевагу в знанні і відчуває свою перевагу над іншими. Прикладом тому можуть служити філософи і вчені. Всі вони пишаються своїми пізнаннями, і, оскільки більшість з них живе в достатку, вони до певного ступеня відчувають матеріальне щастя. Це відчуття щастя в рамках способу життя прив'язує їх до саттва-гуни. Тому вони дуже прив'язуються до діяльності в саттва-гуні, і, поки ця прихильність існує, вони будуть змушені змінювати тіла в циклі самсари, залишаючись у владі гун матеріальної природи. Це позбавляє їх можливості досягти мокші. Знову і знову народжуючись вченим, філософом чи поетом, така людина прирікає себе на низку страждань, які завжди приносять народження і смерть. Але, під впливом майї, вона, незважаючи ні на що, вважає себе щасливою.

## Саттвічні речі
Вважається, що тільки чисті і не осквернені предмети та харчові продукти мають якість саттви. Їжа повинна бути здоровою і корисною. Саттвічні речовини не повинні виводити розум з рівноваги. Отже, різні одурманюючі субстанції, такі як наркотики і алкоголь, не відносяться до категорії саттвічного. До саттвічного також не належать будь-які об'єкти або їжа, для виробництва яких була заподіяна біль іншим живим істотам, тому що в цьому випадку об'єкт був отриманий за допомогою насильства. Отже, до категорії саттви відноситься тільки вегетаріанська їжа, за умови, що вона свіжа. Деякі речі, які вважаються саттвічними:
- Квіти (особливо лотос), фрукти, або будь-яка вегетаріанська їжа, придатна для пуджі.
- Дерева нім і туласі
- Серед тварин — корова, яка обусоблює матір. Також коров'яче молоко, за умови того, що корова утримується в природних умовах, що вона здорова, і що молоко було отримано тільки після того, як її теля був нагодоване. Якщо з коровою погано поводяться, пити її молоко вважається гріховним вчинком.

## Саттвічні особистості
Вважається, що людину, що перебуває під впливом саттва-ґуни, можна впізнати за поведінкою і способом життя. Її дії спрямовані на благо світу. Вона зайнята хорошою діяльністю і живе просто і в чесноті. Вона мало їсть, рішуча і правдива, ніколи не використовує нецензурну лексику і нікого не ображає. Вона не відчуває заздрощів чи ревнощів і вільна від жадоби та егоїзму. Вона нікого не обманює і не вводить в оману. Вона не допускає ніякої скверни навіть у своїх думках. Вона має хорошу пам'ять і здатна зосереджуватися. Її основний інтерес полягає у збільшенні своїх духовних знань, вона проводить більшу частину свого часу в медитації і поклонінні Богу. В особливих випадках вона займається аскезою і тривалою медитацією. В саттвічної людини діяльність на розумовому і фізичному рівнях, її мова не суперечать одне одному і перебувають у гармонії. В індуїзмі, саттвічними вважаються святі, ведичні мудреці і деви.

## У буддизмі
У буддизмі саттва — поняття, що характеризує «чистих» істот, об'єкти або явища, що не поширюють зло. Крім того, поняття саттва означає істот, що мають свідомість і, отже, здатні відчувати страждання, внаслідок чого їм властива природа будди і вони можуть досягти просвітлення.